# En Avant de Guingamp
En Avant Guingamp är en fransk fotbollsklubb från Guingamp. Hemmamatcherna spelas på Stade du Roudourou.

## Historia
Guingamp blev säsongen 2018/2019 nedflyttade till Ligue 2.

## Kända spelare
- Didier Drogba
- Florent Malouda
- Vincent Candela
- Jean-Pierre Papin
- Laurent Koscielny